# モニカ・デバートサウザー
モニカ・デバートサウザー（Monika Debertshãuser、1952年9月18日 - ）は、東ドイツ、ズール県ゾンネベルク出身の元クロスカントリースキー選手。1970年代に国際大会で活躍した。

## プロフィール
1976年インスブルックオリンピックでは5km7位、10km14位、4x5kmリレーで ジクルン・クラウゼ、バーバラ・ペッツォルト、フェロニカ・シュミットとともに銅メダルを獲得した。
元オリンピック選手のゲルト・ヘスラー(Gerd Heßler)と結婚（のちに離婚）した。